# Guerra prehistòrica
Les guerres prehistòriques o guerres primitives són aquelles guerres pròpies de la prehistòria o de societats primitives de qualsevol època, fins i tot actual. Amb l'aparició de l'escriptura i les grans entitats sociopolítiques (estats), a partir de l'edat de bronze i de les primeres civilitzacions (Sumer, antic Egipte, l'Índia i la Xina antigues, civilitzacions ameríndies) es parla ja de "guerres històriques", no solament perquè es poden estudiar per fonts escrites, sinó perquè es lliuren entre exèrcits pròpiament dits (guerra antiga, edat antiga) i en societats caracteritzades per l'existència d'una elit militar dominant, absent de les societats primitives.
El moment en què es poden datar els primers enfrontaments bèl·lics entre societats humanes és una matèria de debat de l'antropologia i la historiografia. La resposta a aquesta qüestió depén de la definició del concepte de "guerra", i de l'enteniment de quin paper exerceix la violència i el conflicte grupal en la naturalesa i la cultura humanes. Per a algunes interpretacions, la guerra apareix en dates protohistòriques, a partir del 4000 ae, quan s'hauria originat de manera independent en diferents parts del món. Altres localitzen la "caça de caps" i altres pràctiques de lluita endèmica en les societats agràries que es disputen la terra aprofitable, excloent-les de les caçadores recol·lectores. Per a altres, la suposició d'un passat pacífic per a la humanitat és una idealització mitificadora (el "bon salvatge"), mentre que l'observació del comportament de micos antropomorfs com els ximpanzés permet deduir que els conflictes bèl·lics han estat presents des de l'origen de l'Homo sapiens.

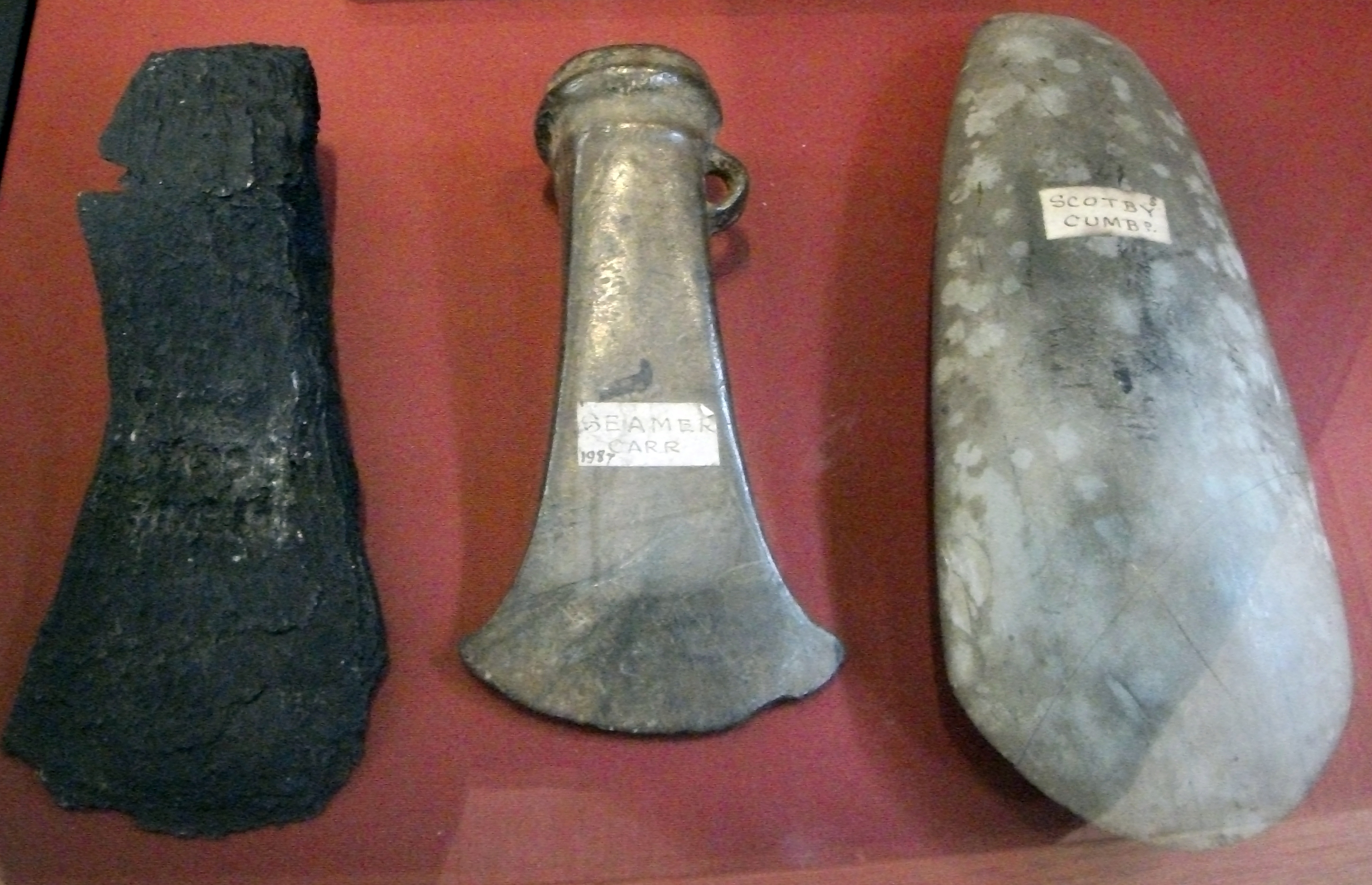
Destrals de diferents èpoques prehistòriques exposades al British Museum

## Guerra endèmica

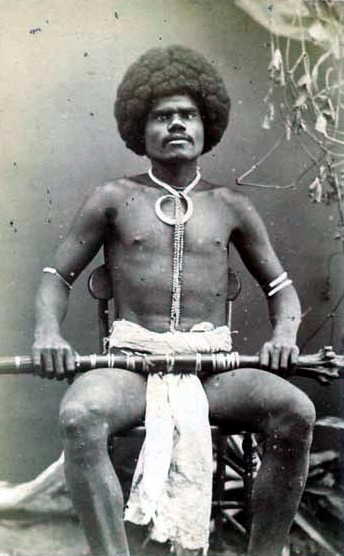
Guerrer de les muntanyes de les Illes Fiji (ca. 1870-1879)

Les comunitats humanes que s'han mantingut com a societats tribals fins a l'època contemporània, de manera que han pogut ser objecte d'estudi amb metodologia antropològica, sovint assalten grups veïns i prenen per força territoris, dones i béns d'altres grups. Una característica comuna entre els grups més violents és que la guerra és altament ritualitzada, amb tabús i pràctiques que limiten el nombre de víctimes i la durada de l'enfrontament. Les societats tribals implicades en guerres endèmiques generació rere generació (feud, enemistat, venjança), poden preservar els seus antics conflictes fins a convertir-los en guerres modernes les causes de les quals poden atribuir-se a la pressió demogràfica o a la disputa de recursos, però també a altres qüestions de difícil comprensió.
Els ianomami (Amazònia) són denominats "el poble feroç" en un polèmic estudi antropològic. Pobles de cultures molt semblants habiten les Highlands de Nova Guinea (baruya, maring, papues). Al Pacífic sud, els maoris de Nova Zelanda es caracteritzen per la construcció de centenars de fortificacions que augmenten el prestigi de cada grup en una lluita quasi contínua. En una era anterior a les armes de setge s'havien desenvolupat fins a un gran nivell de complexitat tecnològica. Quan els atacants tenien recursos i temps limitat per participar en les batalles, les fortificacions eren un bon mètode de seguretat per a la població i el bestiar contra invasors, tot i que els camps i habitatges probablement serien saquejats. Aquestes fortificacions mostren una considerable organització social en les societats prehistòriques. És un corol·lari indirecte de l'evidència de gran capacitat per organitzar les guerres.

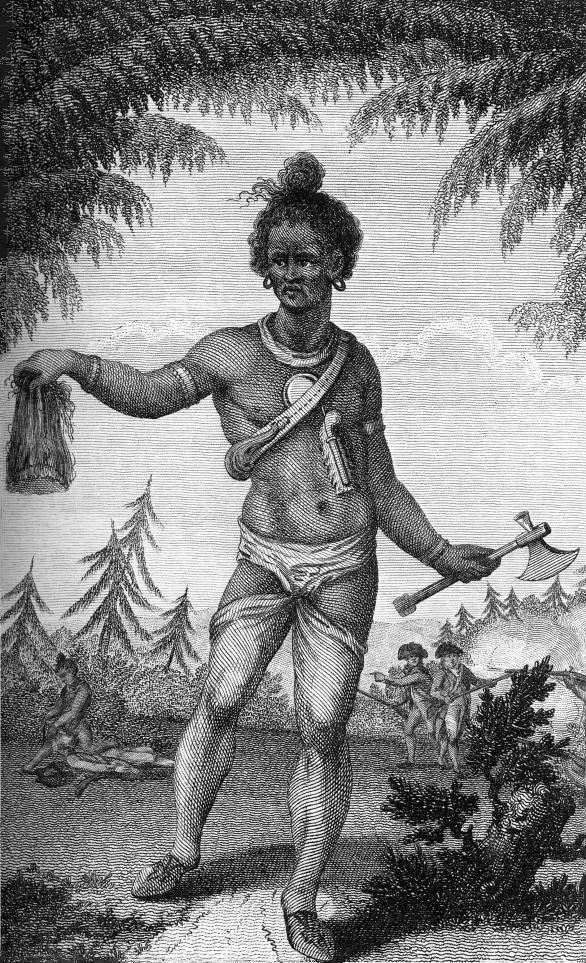
Guerrer amerindi amb la cabellera arrencada a un enemic (1789)
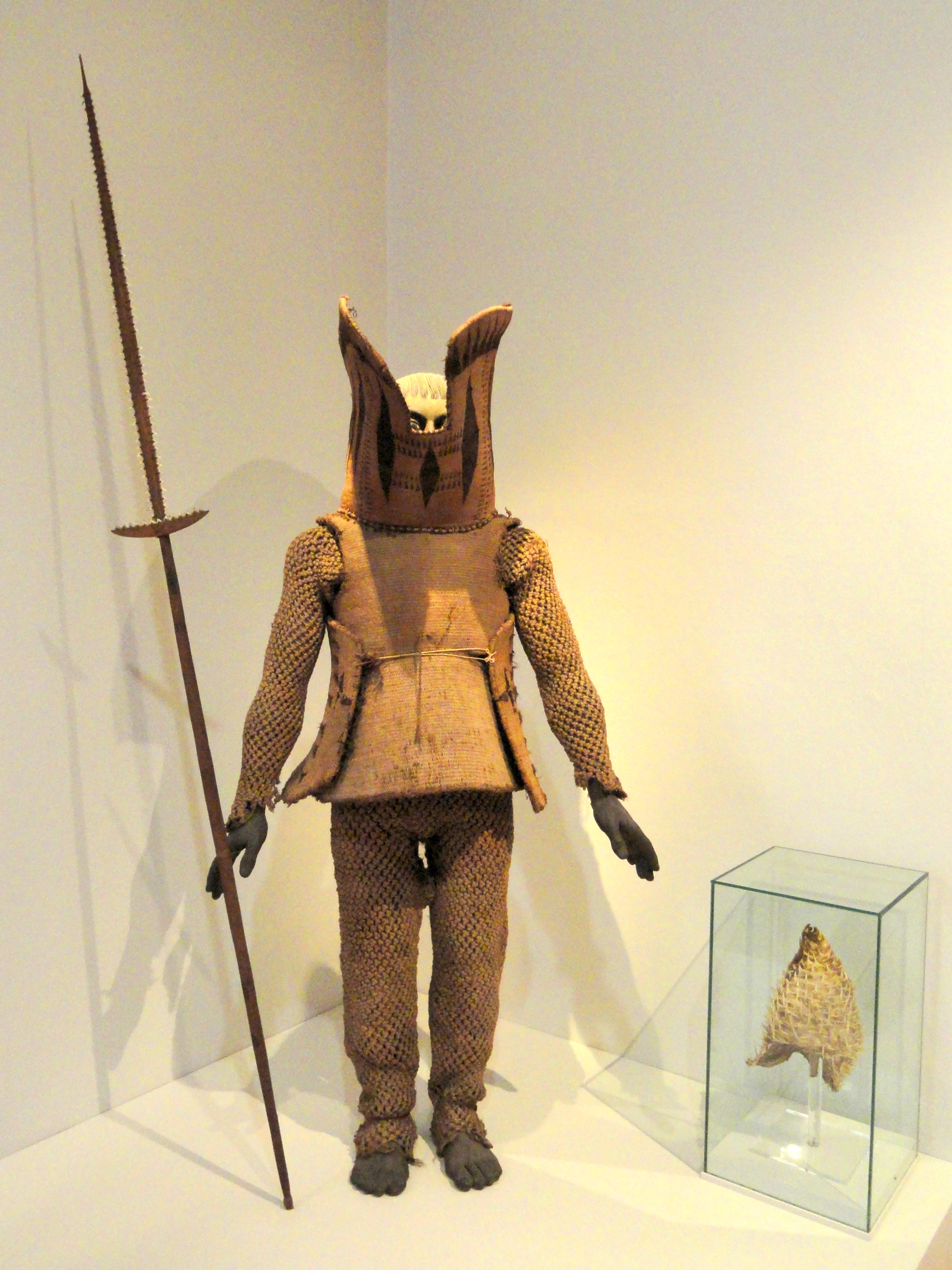
Equipament d'un guerrer de Nauru (1891), exhibit al Staatlichen Museums für Völkerkunde
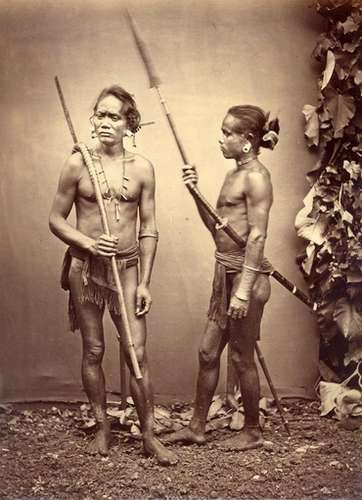
Guerrers hmong (zona muntanyenca entre la Xina, Vietnam, Laos i Tailàndia)
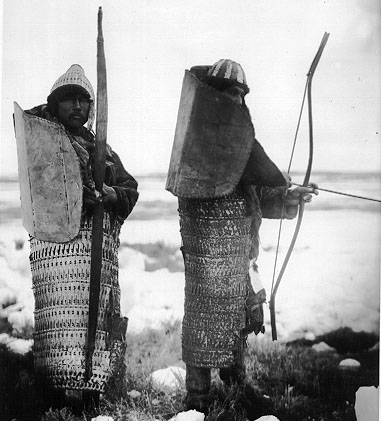
Guerrers koryak (1900-1901)
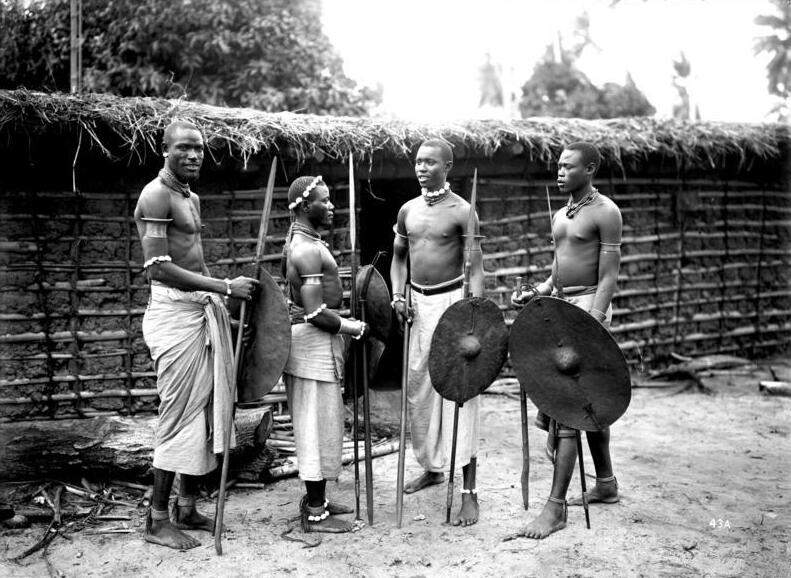
Guerrers hehe a Kondoa (1906)

## Paleolític i mesolític

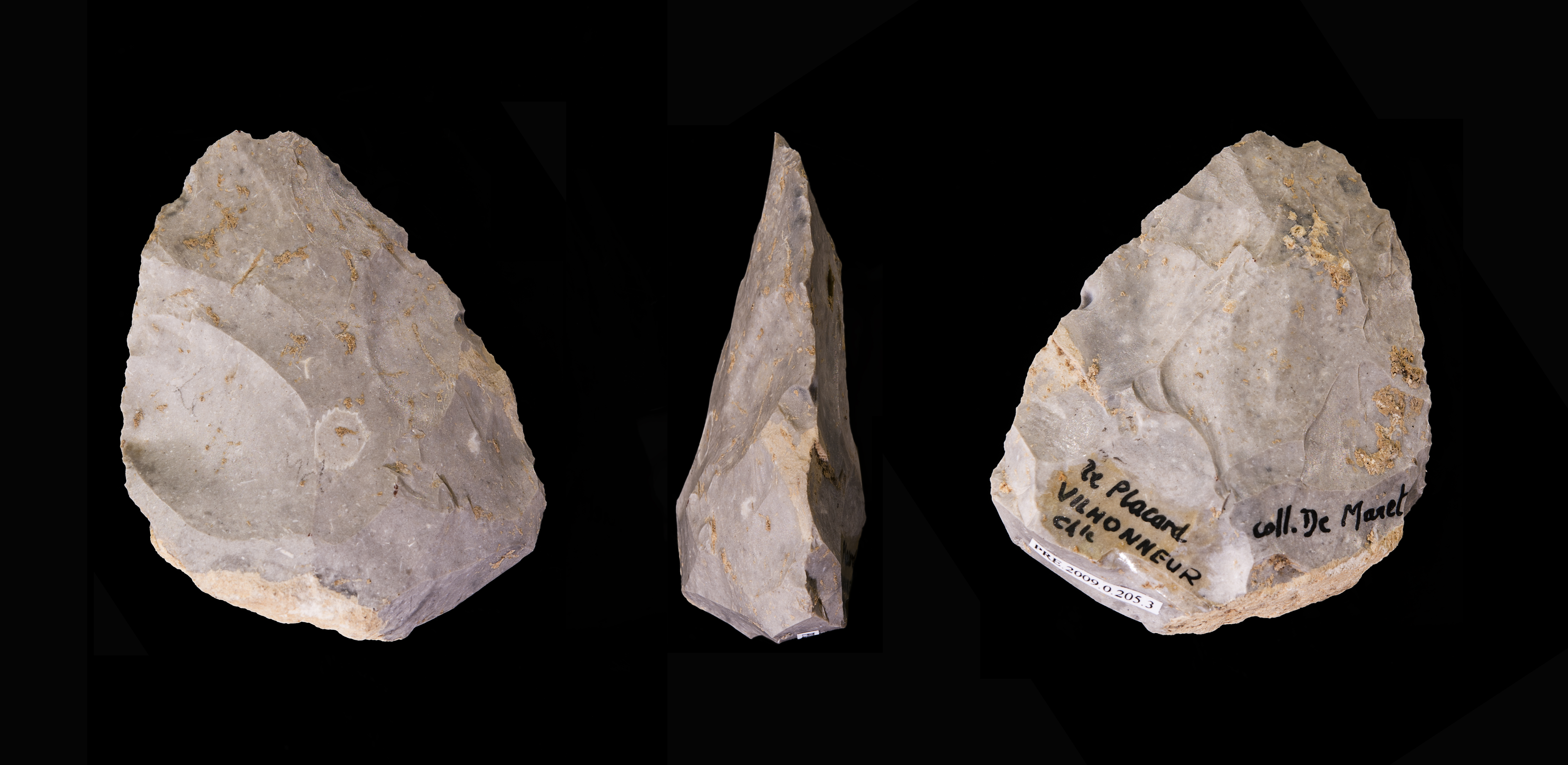
Bifaç de Grotte du Placard. El possible ús bèl·lic de la tecnologia lítica és objecte de debat

S'ha suposat que la densitat de població, en les societats d'economia caçadora recol·lectora d'Homo ergaster, era prou baixa com per evitar qualsevol conflicte armat; potser perquè el desenvolupament de la llança juntament amb el de tècniques d'emboscades de caça, feren de qualsevol possible conflicte violent entre grups un acte molt costós, i això obligava a eludir els conflictes i que cada grup es desplaçara al més lluny possible dels restants grups per pal·liar la competició pels recursos. Aquest comportament, conseqüència de la prevenció de conflictes, podria haver facilitat la migració fora d'Àfrica fa 1,8 milions d'anys.
No hi ha evidència arqueològica coneguda de lluites a gran escala fins ben entrat l'aurinyacià. Aquest període de «paleolític pacífic» hauria persistit fins molt després de l'arribada de l'Homo sapiens fa uns 0,2 milions d'anys, i finalitzat només amb els canvis en l'organització social posteriors al Paleolític superior, que durien al sedentarisme i estimularien el saqueig per part de bandes d'assaltants. En les pintures rupestres del Paleolític superior no es representen persones atacant altres persones; l'única mostra d'art rupestre de grups caçadors recol·lectors que ha estat interpretada com a representació d'una escena violenta entre humans es localitza al nord d'Austràlia i s'ha datat amb una antiguitat aproximada de 10.000 anys. El jaciment de Nataruk (Turkana, actual Kenya), d'una antiguitat de 10.000 anys, evidencia l'existència de conflictes intergrupals entre caçadors recol·lectors nòmades.
El primer registre arqueològic que podria contenir evidències de guerra prehistòrica és el jaciment mesolític de Djebel Sahaba ("cementeri 117"), de 14.340 i 13.140 anys d'antiguitat, localitzat al Nil prop de la frontera Egipte-Sudan. S'hi ha trobat un gran nombre de cossos amb signes de violència, molts amb puntes de fletxa incrustades. La seua interpretació és debatuda perquè, atès que els cossos s'han acumulat durant moltes dècades, podria tractar-se no tant de les conseqüències d'una batalla com de la successiva mort d'intrusos. El fet que prop de la meitat dels cossos siguen de dones també es pot interpretar com la conseqüència d'una guerra a gran escala.

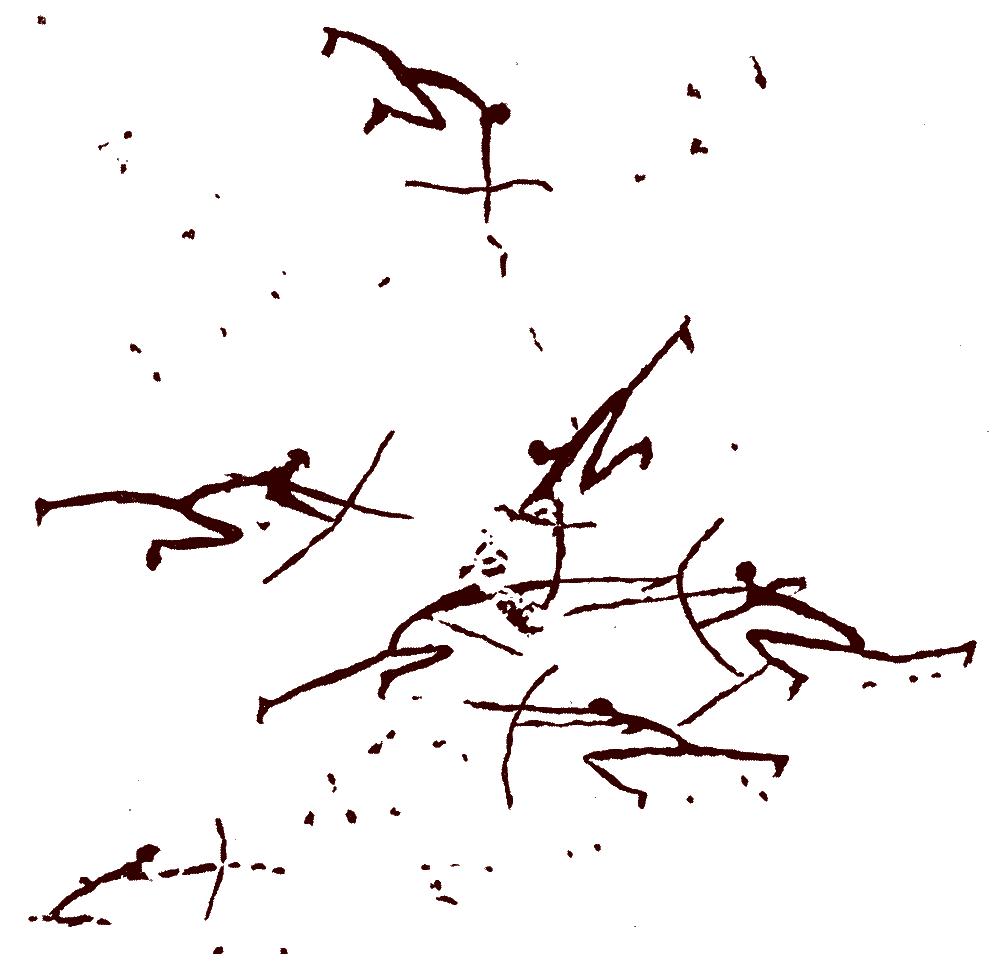
Escena anomenada "combat d'arquers" de les pintures rupestres de cova del Roure, a Morella

Sobre el 12000 ae, els enfrontaments es transformaren pel desenvolupament d'armes com l'arc, la maça i la fona. L'arc sembla l'arma més important en el desplegament de la guerra primerenca, ja que permetia usar-se amb menys risc per a l'atacant comparat amb el del combat cos a cos. Tot i que l’arc el van inventar els sapiens, sembla que el van inventar molt després d’arribar a Europa. Per tant, no hi ha cap base per afirmar que els sapiens de fa 40.000 anys tinguessin cap avantatge militar sobre els neandertals. Si es van imposar, va ser per un altre motiu, que era l'explotació intensiva de recursos que feien els sapiens. Tot i que no hi ha pintures rupestres que representen lluites entre persones armades amb garrots, el desenvolupament de l'arc és simultani a les primeres representacions conegudes de guerres organitzades consistents en clares il·lustracions de dues o més grups de guerrers atacant-se. Aquestes figures són presentades en línies i columnes, i es distingeix un líder al capdavant, pel vestit. En algunes pintures fins i tot es reconeixen tàctiques militars com flanqueigs i encerclaments.

En un combat sense armes probablement hauria guanyat el neandertal perquè era més corpulent, en canvi un combat amb armes hagués estat més equilibrat.

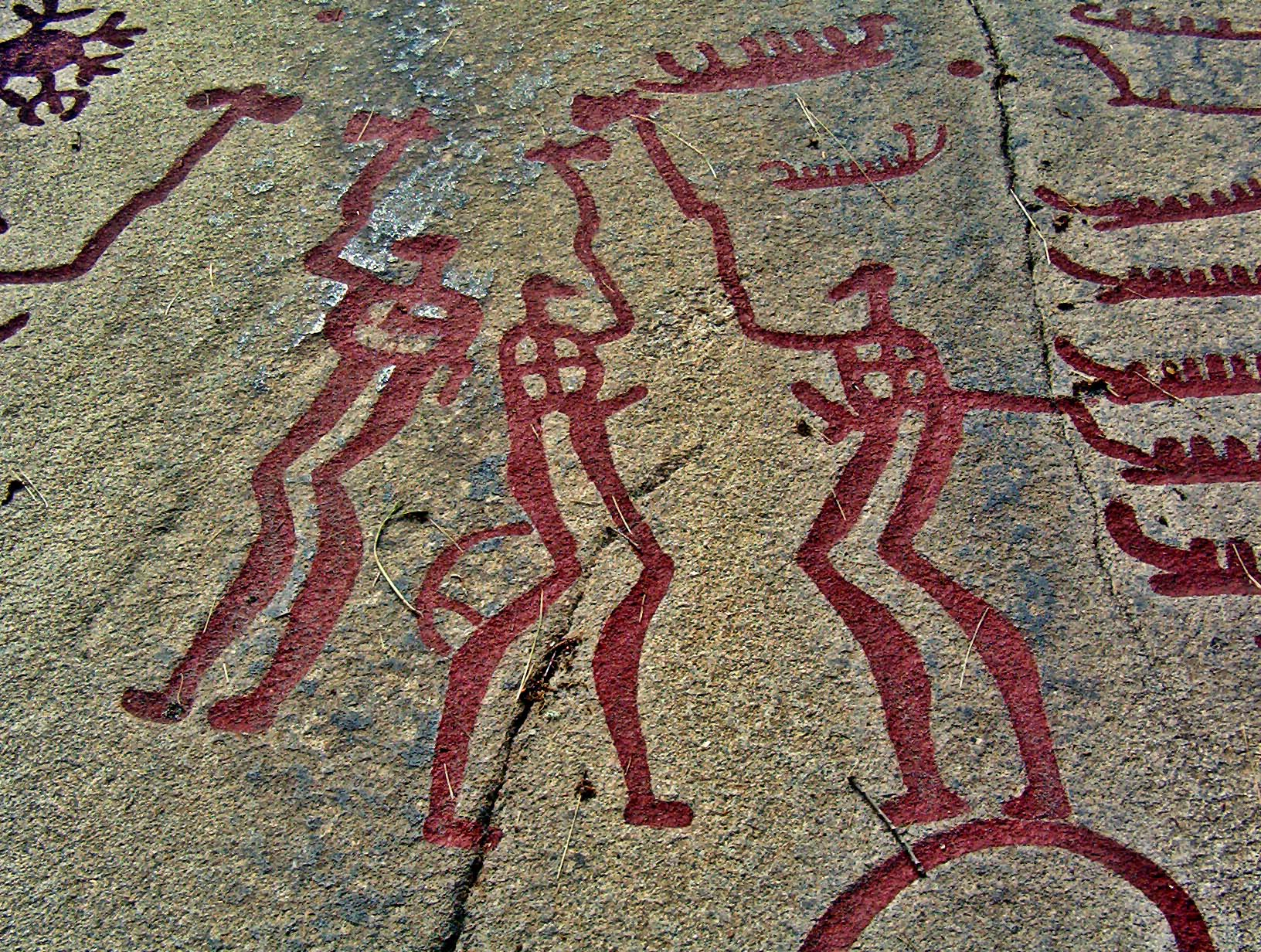
Gravats rupestres de Tanum (actual Suècia)
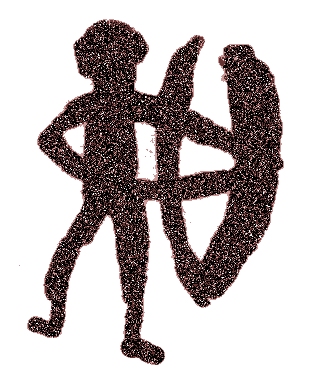
Representació d'un home amb un arc en l'art esquemàtic ibèric

## Neolític
El neolític fou un període del creixement de la tecnologia el començament de la qual es considera lligat a l'adveniment de l'agricultura i que acaba amb la popularització de les eines metàl·liques; aquestes transformacions (la denominada "revolució neolítica") es produïren en diferents moments i en diversos llocs per tot el món. Es va començar a buscar la millor matèria primera per fer les eines. Comparat amb les edats del bronze i del ferro, el neolític es caracteritza per petits poblats, una tecnologia lítica encara no metàl·lica, i l'absència de jerarquia social. Els sapiens d’Europa van desenvolupar la tecnologia de l’aurinyacià, que a la península Ibèrica va aparèixer fa uns 40.000 anys. Es tracta d’un sistema de talla de pedra que, en lloc d’aprofitar l’amplada del còdol, n’aprofita la llargada. D’aquesta manera s'aconsegueixen eines més llargues i estretes que amb la tecnologia mosteriana que tenien els neandertals i es poden controlar millor les dimensions de cada eina. Els poblats no solen estar fortificats sinó construïts en llocs difícils d'atacar. Tot i que no és habitual que els esquelets i les restes funeràries associades a jaciments neolítics presenten proves de morts violentes, sí n'hi ha alguns casos.
Una de les proves més primerenques de guerra en el neolític europeu és la fossa comuna de Thalheim, Neckar, Alemanya, on els arqueòlegs assignen una antiguitat de 7.500 anys a una massacre d'una tribu rival. Aproximadament 34 persones foren lligades i executades mitjançant un cop a la templa esquerra.
Els estudis genètics mostren que fa 7.000 anys que es produí un "coll d'ampolla" en la població masculina de manera que la proporció entre homes i dones seria de 1/17; i l'explicació més plausible n'és les guerres entre clans patriarcals...

## Edat dels metalls, guerra protohistòrica i històrica

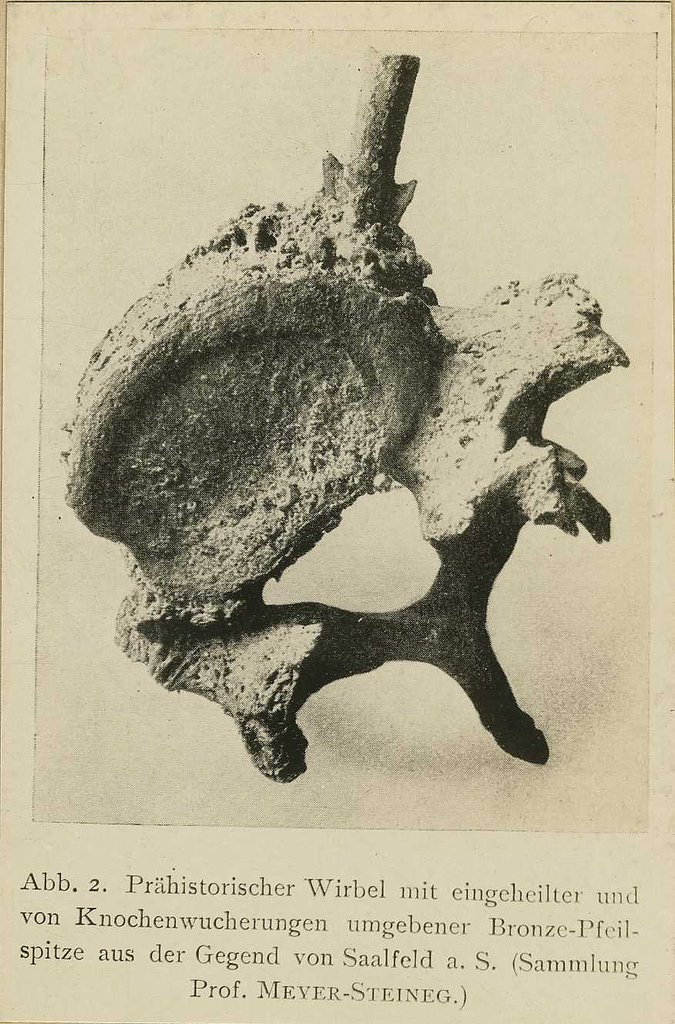
Descoberta en l'actual Saalfeld (Alemanya): una fletxa amb punta de bronze travessant una vèrtebra humana

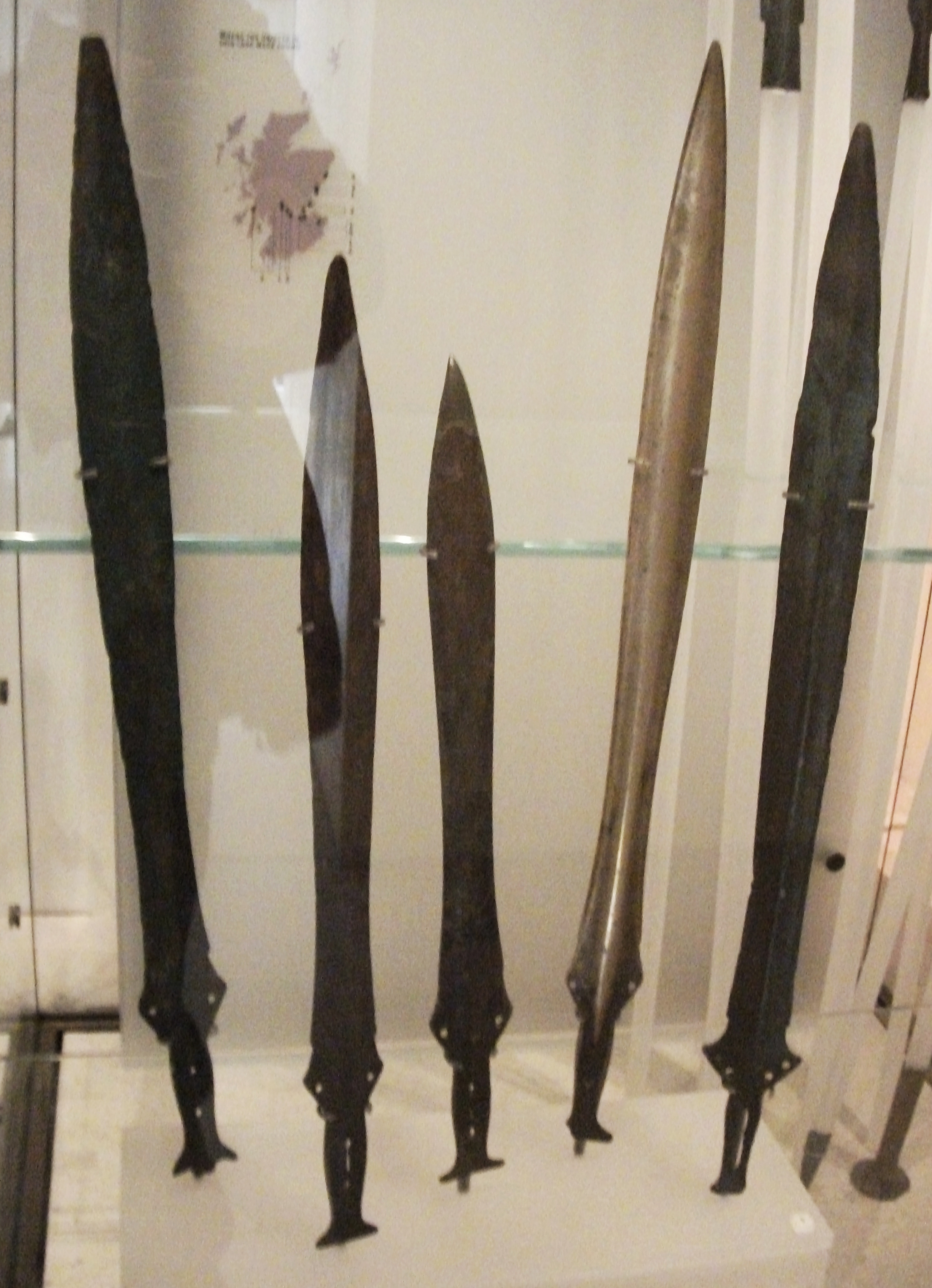
Espases de bronze exhibides al Museu d'Escòcia

El començament de l'Eneolític es caracteritza per l'aparició en el registre arqueològic de dagues, destrals i altres objectes de coure. En la majoria dels casos aquestes armes eren massa cares i mal·leables per ser eficients, i els investigadors els assignen, en la major part, un rol d'instrument cerimonial. En canvi, l'edat del bronze es caracteritza per l'extensió de l'ús d'armes clarament eficients realitzades amb aquest aliatge.

L'estudi del jaciment d'Hamoukar (des de les excavacions de 2005 i 2006 fins a les de 2008 i 2010) palesa la primera destrucció bèl·lica d'una ciutat del Pròxim Orient antic, cap al 3500 ae.

Plafó "guerra" de l'objecte arqueològic denominat "estendart d'Ur", ca. 2600 ae
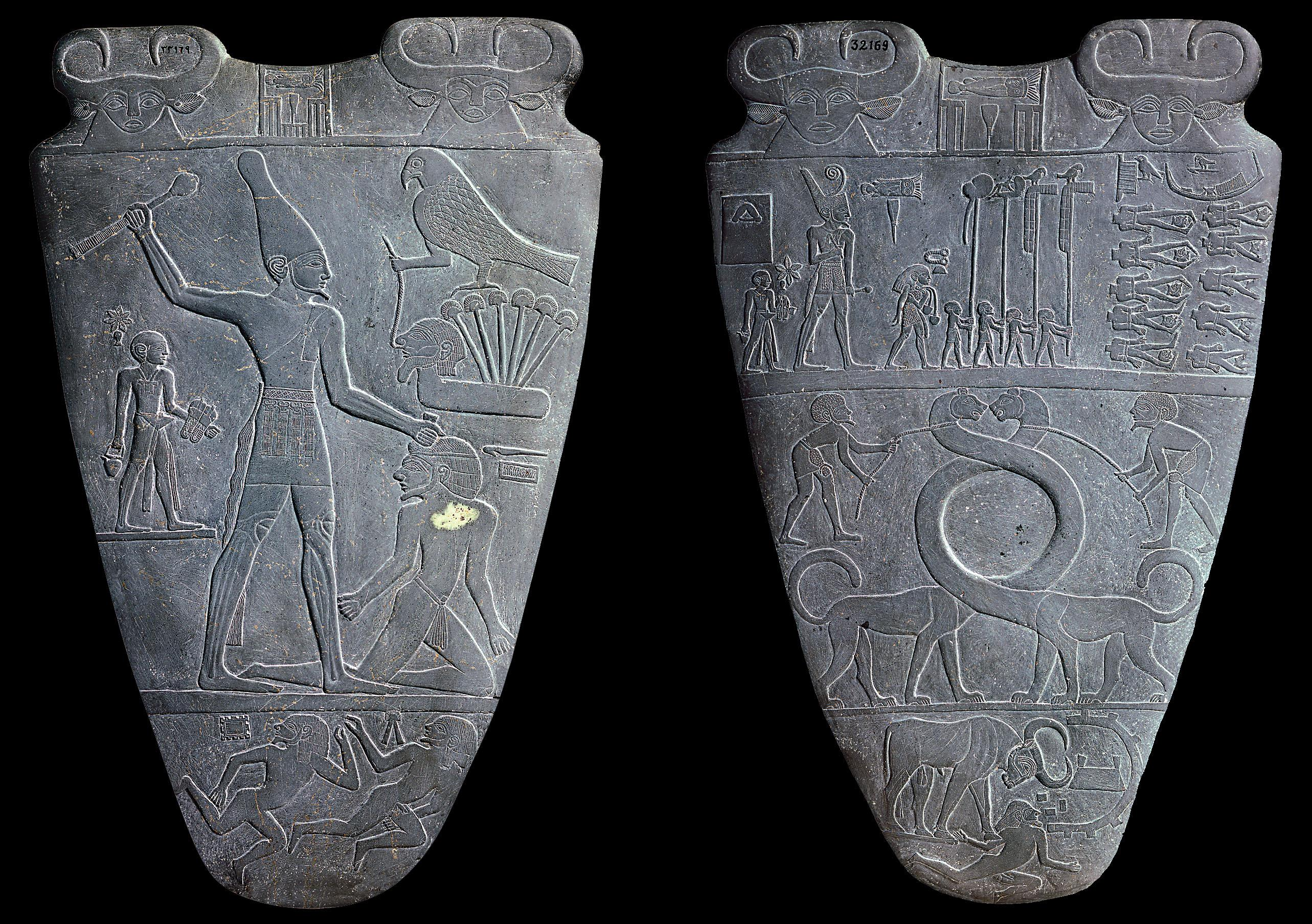
Ambdues cares de l'objecte arqueològic denominat "Paleta de Narmer ca. 3100 ae

La documentació històrica constata que, des de començaments del III mil·lenni ae, les conquestes militars expandiren les ciutats estat fins a convertir-les en imperis: en fou el cas de les ciutats sumèries esteses per Mesopotàmia amb l'Imperi accadi de Sargon d'Accad (2270 ae), al qual seguiren el babilònic, l'assiri i l'hitita (centrat a Anatòlia); un procés semblant ocorregué en l'antic Egipte, on Narmer (3150 ae) unificà la vall del Nil, que continuaren controlant els seus successors, els faraons de l'Imperi antic, domini territorial que més endavant s'expandí fins a Núbia i el llevant mediterrani.
El carro de guerra, aparegut al s. XX ae, esdevingué una arma significativa dels enfrontaments bèl·lics en l'antic Orient Pròxim des del s. XVII aC. Les invasions dels hicsos i els cassites hi marcaren la transició al bronze final. Amosis I derrotà els hicsos i restablí el control egipci de Núbia i Canaan, territoris que defensà de nou Ramsés II en la batalla de Cadeix (1274 ae), la major batalla de carros de guerra de la història. Les incursions dels anomenats "pobles de la mar" i la desintegració d'Egipte en el tercer període intermedi marcaren el final de l'edat de bronze (el violent col·lapse de l'edat de bronze, entre 1206 i 1150 ae). Algun dels diferents nivells de destrucció de la ciutat de Troia (potser Troia VII, ca. 1184 ae) poden correspondre a la mítica guerra que es recull en els poemes homèrics (historicitat de la Ilíada).
A la conca de la Mediterrània i Europa, els fets bèl·lics de començaments de l'edat del ferro (finals del II mil·lenni i inici del I mil·lenni ae), com la invasió dòrica, les colonitzacions grega i fenícia i les seues interaccions amb etruscs i pobles preromans (com els celtes), són protohistòriques, se situen en la transició entre cultures i períodes prehistòrics i històrics, amb testimoniatges escrits (que, encara que no provinguen d'aquests pobles, registren la seua relació amb les cultures històriques de la Mediterrània oriental).
Els societats guerreres germàniques de l'època de les invasions (segle III al VIII de) es trobaven en situació de guerra endèmica. Les guerres anglosaxones són a la vora de la historicitat i el seu estudi recau en el camp de l'arqueologia amb l'únic ajut de relats escrits fragmentaris.

## Esports i guerra primitiva
S'ha proposat que els jocs o esports col·lectius són una adaptació cultural desenvolupada pels grups caçadors recol·lectors com a preparació per a la guerra. Aquests jocs s'han detectat en 46 grups culturals dels 100 catalogats com a caçadors recol·lectors en l'Atles etnogràfic de Murdock. En 39 d'aquests la semblança dels jocs o esports és molt alta (quatre o més dels vuit patrons identificats en l'estudi: "córrer, colpejar, atrapar, esquivar, agafar, potejar, parar i llançar").